# Поджо Ренатико
По̀джо Рена̀тико (на италиански: Poggio Renatico, на местен диалект al Puz, ал Пудз) е градче и община в северна Италия, провинция Ферара, регион Емилия-Романя. Разположено е на 10 m надморска височина. Населението на общината е 9584 души (към 2010 г.).
През пролетта 2012 г. много сгради са повредени от силни земетресения.